# 代表者資格証明情報
代表者資格証明情報（だいひょうしゃしかくしょうめいじょうほう）とは、日本における不動産登記申請の際の添付情報の1つである。会社などの法人が申請人となるときに、原則として代表者の資格を証する情報を申請情報と併せて提供しなければならない（不動産登記令7条1項1号）。この情報が書面である場合、俗に資格証明書という。
代表者資格証明情報は旧不動産登記法35条1項5号では代理権限証書に含まれていたが、2005年に施行された新不動産登記法下においては、代理権限証明情報（不動産登記令7条1項2号）とは別の添付情報とされた。ただし、登記申請書における添付書面の表示については、委任状を添付する場合は「代理権限証書」と概括的に記載してよいとする見解がある（一発即答18頁）。
以下、不動産登記法（平成16年6月18日法律第123号）は「法」、不動産登記令（平成16年12月1日政令第379号）は「令」、不動産登記規則（平成17年2月18日法務省令第18号）は「規則」と略す。

## 提供不要の場合
- 法人により申請を受ける登記所が、代表者の氏名及び住所を含む、当該法人の登記を受けた登記所と同一であり、法務大臣が指定した登記所[注 1]以外のものである場合（規則36条1項1号）
- 法人により申請を受ける登記所が、当該法人の登記を受けた登記所と同一である登記所に準ずると法務大臣が指定した登記所である場合（同条1項2号）
- 支配人その他の法令の規定により登記を申請することができる法人の代理人が、当該法人を代理して登記を申請する場合（同条1項3号）

2006年に施行された会社法下においては、支店の所在地における登記については、商号・本店の所在場所・支店（管轄区域内にあるもの）の所在場所を登記事項とすれば足りるとされた（会社法930条2項）。従って、支店の所在地を管轄する登記所（支店の管轄区域内に本店が存在する場合を除く）に会社が不動産登記を申請する場合、代表者資格証明情報の提供を省略することはできなくなった。
会社以外の法人で、従たる事務所の所在地における登記について代表者の氏名及び住所が登記事項でなくなった法人（農業協同組合法82条2項など）についても同様である。
なお、支配人その他の代理人が法人を代理して登記を申請する場合、代理権限証明情報の添付が必要である（令7条1項2号）。

## 具体例
登記された法人の場合、登記事項証明書が該当する。代表者事項証明書（商業登記規則30条1項4号、各種法人等登記規則5条など）でよい。この証明書は、作成後3か月以内のものでなければならない（令17条1項）。一方、法人の印鑑証明書を代表者資格証明情報として添付して登記申請をすることはできない（登記研究711-189頁）。
なお、電子申請の申請人が、規則43条1項2号の電子証明書（商業登記規則33条の8第2項、各種法人等登記規則5条など）を提供したときは、当該電子証明書の提供をもって当該申請人の代表者の資格証する情報の提供に代えることができる（規則44条2項）。